# Pseudagrion hamoni
Pseudagrion hamoni är en trollsländeart som beskrevs av Fraser 1955. Pseudagrion hamoni ingår i släktet Pseudagrion och familjen dammflicksländor. IUCN kategoriserar arten globalt som livskraftig. Inga underarter finns listade i Catalogue of Life.

## Bildgalleri

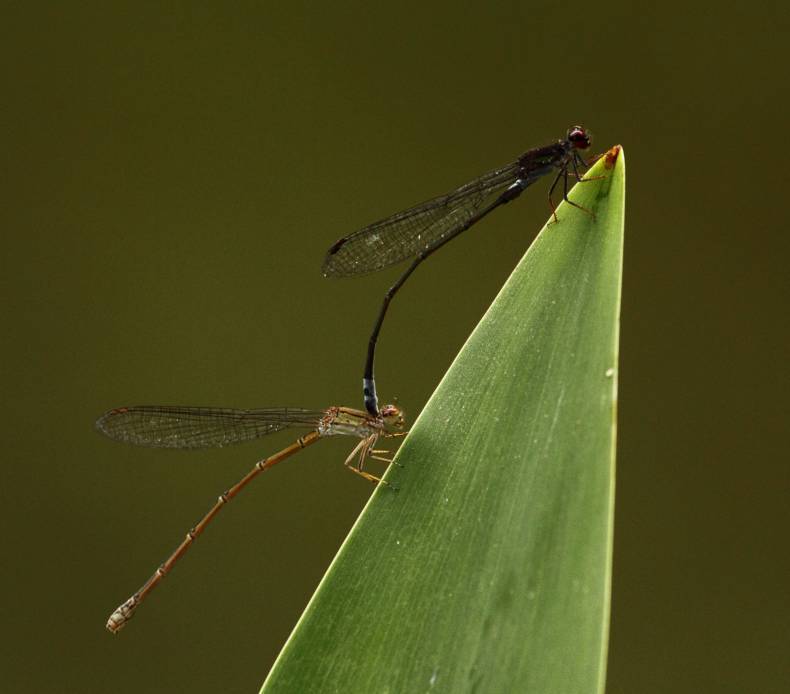